# Lew Childre sr.
Lew Childre sr. (Opp, 1 november 1901 - Foley, 3 december 1961), was een Amerikaans countryartiest, entertainer en radiopresentator. Hij trad op als zanger, steelgitarist, (tap)danser en komiek en begon zijn loopbaan op jonge leeftijd in medicine shows. Daarna ging hij verder met onemanshows op de radio en later op de televisie. Hij droeg de bijnaam Doc Childre en speelde het typetje Doctor Lew in de Grand Ole Opry.
Lew Childre, de gelijknamige ontwikkelingspsycholoog en oprichter van het HeartMath Institute, draagt eveneens de bijnaam Doc Childre.

## Biografie
Childre bespeelde tijdens zijn highschooltijd al verschillende instrumenten, zoals de trombone, trompet en drums. Als zestienjarige trad hij op in vaudevillegezelschappen en medicine shows waarmee hij door de zuidelijke staten trok om op te treden. Zijn vader, rechter van beroep, was geschokt toen hij zijn zoon een keer op straat zag optreden en fooien kreeg voor een klompendans. Overgehaald door zijn ouders, studeerde hij aan de Universiteit van Alabama en slaagde hier uiteindelijk voor een diploma.
In 1923 koos hij niettemin toch voor de muziek, door zich als popzanger aan te sluiten bij de tentshow van Milt Tobert. Hierna formeerde hij met onder meer Lawrence Welk de jazzgroep Alabama Cotton Pickers en nam hij enkele platen op.
Na zijn uitstap in de jazz gaf hij toch weer de voorkeur aan de tentshows. Hij leerde gitaar spelen en was in zijn carrière vaak te zien met een akoestische Hawaïgitaar. Als muziekstijl fascineerde hem de countrymuziek, waarin hij bij het label ARC ook platen opnam toen deze muziekstijl medio jaren twintig commercieel gezien nog in de kinderschoenen stond. Hij droeg uit zijn hoofd poëzie op en had hij een repertoire met honderden grappen en komische acts, en ontwikkelde zich steeds meer tot een entertainer in onemanshows. Hij was geliefd om zijn improvisatievermogen.
In 1930 ging hij voor een lokaal radiostation in Texas aan het werk en toerde hij met Wiley Walker als de Alabama Boys. In september van dat jaar nam hij enkele nummers op bij Gennett Records. Hij vertrok in 1934 naar New Orleans waar hij uitzendingen verzorgde van het radiostation WWL. Ook nam hij bij ARC opnieuw enkele platen op, waarvan Fishing blues, Hang out the front door key en Riding on the elevated railway het meest succesvol werden.
Aan het eind van de jaren dertig slaagde hij erin om zijn onemanshows uit de tentshows om te zetten naar een format die geschikt was voor de radio. In die jaren werkte hij met de Carter Family bij de border blaster XERA-AM in Villa Acuña en aan het begin van de jaren veertig bij het countryprogramma Wheeling Jamboree in Wheeling, West Virginia. Verder verzorgde hij in 1943 drie dagelijkse uitzendingen voor de zender WAGA uit Atlanta.
In 1945 sloot hij zich aan bij de countrytempel Grand Ole Opry van The Nashville Network (TNN). Tot 1948 vormde hij hier vaak een duo met David Stringbean Akeman en verder verwierf hij bekendheid met het typetje Doctor Lew dat ingezonden brieven beantwoordde met onnuttig advies. Verder was hij geregeld te zien in de televisieshow van Red Foley. Ernaast bleef hij radio-opnames maken die via een syndicaat van meerdere radiostations werden uitgezonden. In 1953 trad hij tijdens de Koreaanse Oorlog op voor de Amerikaanse troepen, samen met Ernest Tubb en Hank Snow.
In het midden van de jaren vijftig nam hij een elpee op bij het label Starday, met opnames als Shanghai rooster en Old MacDonald's farm die ook in latere tijden hun populariteit hebben behouden. Zijn meest bekende lied is Alabamy bound. Verder zette hij in de jaren vijftig zijn talenten in door reclameteksten te schrijven voor bijvoorbeeld Pepsi en General Foods.
In 1959 zag hij zich genoodzaakt zijn muzikale loopbaan te beëindigen vanwege hartklachten en ging hij ten zuiden van Foley wonen in de staat Alabama. Hier startte hij een handelsonderneming in hengelsportartikelen en vond hij een nieuwe vishaak uit. Twee jaar later overleed hij op zestigjarige leeftijd. Zijn zoon Lew Childre jr. zette zijn zaak voort en bouwde hem uit met een landelijk verkoopnetwerk.